# سقوط الفارس
سقوط الفارس (بالإنجليزية: Knightfall)‏ مسلسل تلفزيوني درامي تاريخي تم إنشاؤه بواسطة دون هاندفيلد وريتشارد راينر لـ قناة التاريخ التلفزيونية. تم تصويره في جمهورية التشيك وكرواتيا، تم عرضه لأول مرة في 6 ديسمبر 2017 في الولايات المتحدة.

## القصة
يروي قصة السقوط والاضطهاد على فرسان الهيكل ، ويركز المسلسل على زعيم فرسان الهيكل الخيالي لاندري دو لوزان وهو محارب شجاع تمنعه فرسان الهيكل من الإخفاقات في الأرض المقدسة.

## روابط خارجية
- سقوط الفارس على موقع IMDb (الإنجليزية)
- سقوط الفارس على موقع ميتاكريتيك (الإنجليزية)
- سقوط الفارس على موقع روتن توميتوز (الإنجليزية)
- سقوط الفارس على موقع نتفليكس (الإنجليزية)
- سقوط الفارس على موقع كينوبويسك (الروسية)
- سقوط الفارس على موقع ألو سيني (الفرنسية)
- سقوط الفارس على موقع قاعدة بيانات الفيلم (الإنجليزية)